# 御土居

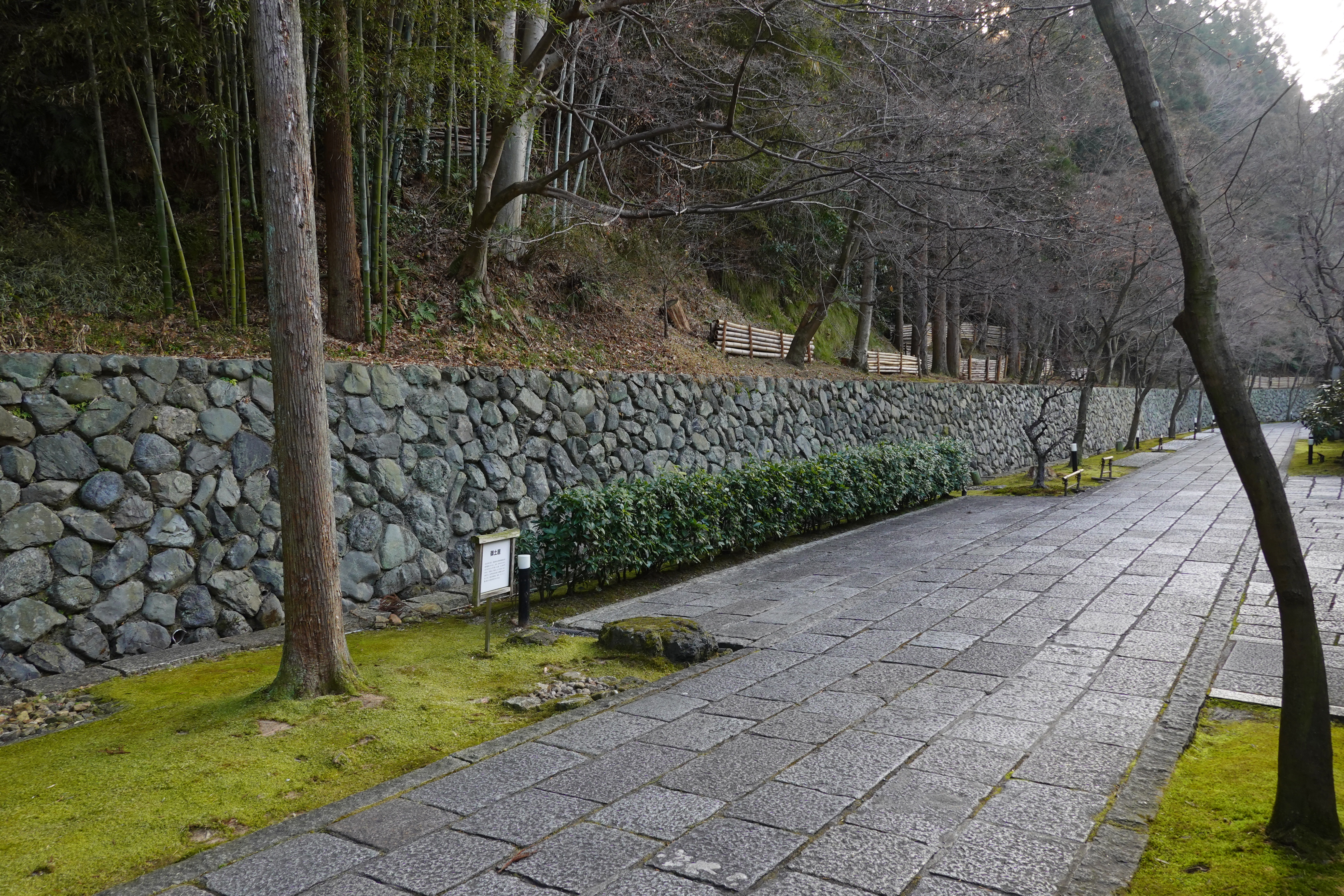
鷹峯旧土居町（しょうざん光悦芸術村内）の御土居

御土居（おどい）は豊臣秀吉によって作られた京都を囲む土塁である。外側の堀とあわせて御土居堀と呼ぶ場合もある。築造時の諸文献には「堤」「土居堀」「京惣廻土居」「洛中惣構え」などと記される。聚楽第、寺町、天正の地割とともに秀吉による京都改造事業の一つである。一部が京都市内に現存し、国の史跡に指定されている。

## 位置

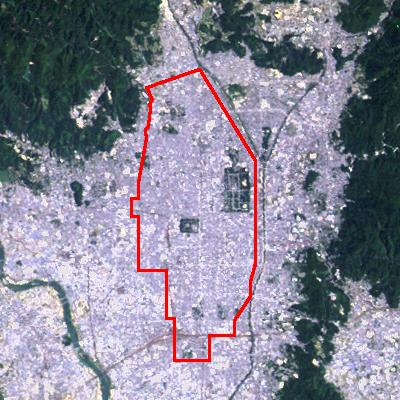
御土居の位置（ランドサット衛星写真）

秀吉時代の御土居の位置に関する記録は現存しないが、現存する遺構や江戸時代の絵図からその位置が推定されている。
御土居の囲む範囲は南北約8.5km、東西約3.5kmの縦長の形をしており、全長は約22.5kmである。北端は北区紫竹の加茂川中学校付近、南端は南区の東寺の南、東端はほぼ現在の河原町通、西端は中京区の山陰本線円町駅付近にあたる。また東部では鴨川（賀茂川）に、北西部では紙屋川（天神川）に沿っており、これらが堀を兼ねていた。御土居は必ずしも直線状ではなく、特に西側では数箇所の凹凸がある。特に現在の北野中学校あたりにあった小さな凸部は「御土居の袖」と名付けられ、形状の理由についていくつかの説が挙げられているが謎の一つとなっている。
京都と諸国を結ぶ街道が御土居を横切る場所を「口」（「出入り口」の意）と呼んだ。現在でも鞍馬口、丹波口、粟田口、荒神口などの地名が残っている。『三藐院記』（近衛信尹の日記）によると御土居建造当時の口は10箇所であった。これら街道に繋がらない洛外への道は御土居によって閉塞され、例えば鴨川に架かっていた八坂神社に通じる四条橋は撤去され、祇園祭の神輿渡御の経路も変更を余儀なくされた（後に仮橋を架橋）。また清水寺への参詣路に位置した五条大橋（現松原橋）も撤去され、東方への街道があった六条坊門通（現五条通）の位置に新たに架橋された。

## 構造
御土居についての最初の学術調査が1918年（大正9年）から1920年（大正9年）にかけて京都府史蹟勝地調査会により行われ、その実測調査によると、御土居の断面は基底部が約20m、頂部が約5m、高さ約5mの台形状であった。土塁の外側（西部一条通以南では内側）に沿って堀があり、その幅は10数m、深さは最大約4m程度であった。これら堀の西側の多くは既存の紙屋川を利用し、また東部では鴨川を代用した。この土塁の出現により平安京では実施されなかった「羅城」が初めて実現したと言える。土塁のための土は膨大な量が必要だったと推測されるが、どのように調達されたのか未だ解明されていない。
御土居の上には竹が植えられていた。ルイス・フロイスの『日本史』によると、秀吉が御土居に樹木（竹）を植えさせたのは美観のためであった。また御土居の内部から石仏が出土することがあるが、その理由は不明である。

## 建造の目的
秀吉自身が御土居建設の目的を説明した文献は現存しないため、さまざまな議論があるが、以下のような理由が推測されている。また、御土居が構築された場所がどのように選定されたかという観点からは、構築理由が複数並存した可能性も示唆される。

### 洛中洛外の区画
中世以降、京都市中を「洛中」、その周縁部を「辺土」のちに「洛外」と呼んでおり、時代により洛中の範囲は変動し、応仁・文明の乱後に極小化したが、
御土居の築造により、以降その内部を「洛中」、外部を「洛外」と呼ぶようになったとされる。
慶長年間の成立とされる『室町殿日記』には、天下統一後に秀吉が荒れ果てた京都を復興するため、洛中の範囲を聞き、洛中洛外の境を定めるために御土居の築造を命じたとの伝承がある。
天正13年（1585年）に行われた「京廻」の検地における区域を見ると、当時の市街地（洛中）を大きく上回る範囲であり、御土居によって区画された範囲に近い。また、以降に実施する検地の間に行った天正19年（1591年）9月の地子免除にあたり、洛中に土地を所有する公家や寺社に対して洛外の土地を替地として与えたことなどから、支配の仕組みが異なる「洛中」と「洛外」を視覚的に明示するという意味で、御土居は大きな役割を果たしている。
また、御土居西側にある凸部、いわゆる「御土居の袖」について、当時既に上の下立売通沿いに形成されていた寺院や町家を最大限取り囲んで「洛中」化しようとした意図が古地図の内容から読み取れることから、御土居の目的は洛中の明確化と、これに伴う都市と農村の分離ではないかと考察されている。
一方で、内部に既存の市街地とともに大量の田畑を抱え込んでいることを、将来的に発展を期待する地域を囲んでいるとみなすのはやや過大な評価と指摘される。
この点について、御土居の北西端にある長坂口と南西端にある東寺口に着目すると、御土居の建造には戦国期に在地化した流通上の結節点を囲い込み、商工業・流通の保護を図る遮蔽施設の機能があったとし、既存の「七口」まで御土居の延長を図ることで、結果的に御土居内部の西側に広大な田畑や村落を包含することになったとの指摘がある。
ただし、御土居が既存の七口をすべて囲い込んだわけではなく、鴨川東岸の粟田口や渋坂口は御土居の外側となり、在地性が否定された側面も存在している。

### 防衛
戦国時代後期の都市の多くには惣構と呼ばれる都市全体を囲む防壁があった。当時の京都は応仁の乱後の荒廃により上京と下京の2つの町に分裂し、それぞれに惣構があった。秀吉は京都の町を拡大するためこれらの惣構を取り壊し、それに代わる大規模な惣構として御土居を建設したと考えられている。ただし、防衛のみを目的としたにしては以下に述べるような不自然な点があるとの指摘がある。
- 御土居の囲む範囲は当時の市街地に比べ極めて広く、西部や北部においては第2次世界大戦後まで農地が広がっていた場所すらある。このため御土居の全長は長くなり、防衛に必要な兵力が多くなる。
- 御土居の上に竹が植えられていたため視界が遮られ、また兵士が御土居の上を移動することが難しい。通常防壁上に作られるような櫓などもない。
- 絵図によれば、御土居の出入口には何の障害物もなく、当時の城郭で用いられたような侵入者を防ぐ構造が見られない。ただし、盗賊が現れた際、逃亡を防ぐためすばやく口の閉鎖をすることになっていたと『三藐院記』に記す[5]
- 西部の一条以南ではしばらくの区間（いわゆる「御土居の袖」の部分）で御土居の内側に堀（紙屋川）が設けられている。これでは攻め手に御土居を占拠されてしまい、防衛の用をなさない。

しかし以上の４点はいずれも御土居を「城壁」と解した場合の見方で、単なる障壁、例えば騎馬や車馬の通行を阻止する、あるいは弓矢や鉄砲の攻撃を防ぐことを目的としたとすれば十分その目的は達せられただろう。

### 堤防
御土居の東側は鴨川の西に沿っており、その堤防としての役割を持っていた。御土居が北へ長く延びているのは、この地域で鴨川が氾濫すると京都市街地へ水が流入してしまうためである。

### その他の目的

#### 社寺勢力との分断
御土居建造時に祇園社（現在の八坂神社）は、四条通が閉塞されることを聞き、変更を申し入れたものの認められず、慶長6年（1601年）に開通するまで迂回を余儀なくされた。これを踏まえ、御土居には洛中と洛外の交通を制限することで、寺町の形成と同様に宗教勢力と都市住民との分断を図る目的があったとする説がある。

## 歴史

### 建造
御土居の建造が始まったのは1591年（天正19年）の1月から閏1月（太陰暦）ごろであり、同年の2月ごろには大半が完成していた、との記録がある。当時の京都では方広寺大仏（京の大仏）、寺町など多くの工事が並行して行なわれていた。

### 江戸時代
秀吉が没して間もなく、政権が徳川に移ると、道路を分断していた部分の御土居が取り壊され、多くの出入口が設けられた。例えば現在の四条河原町付近で四条通を塞いでいた部分は、1601年（慶長6年）に撤去されている。
また市街地東部では、御土居の外の鴨川河川敷に高瀬川が開削され、その畔に商家が立ち並び。
など御土居の東側の鴨川河原まで町が広がり、1670年（寛文10年）に寛文新堤が完成して堤防としての必要もなくなったため、御土居は寺社や公家に払い下げられ、取り壊されて住宅地などになった。
ただし、これらを除く部分の御土居は多くが残り、幕府によって竹林として管理されていた。江戸時代中期（寛文9年（1669年）から寛政3年（1791年）の間）には角倉家（すみのくらけ）が管理を担当し、以降は町奉行による直接管理となった。
御土居は取り壊されるだけとは限らず、移築されることもあった。1641年（寛永18年）に始まる東本願寺の新たな寺内町の開発に伴い、御土居は高瀬川とともに東側に移された。枳殻邸（渉成園）の築山の位置は移築前の御土居に重なるため、土塁を再利用したと考えられている。
また、洛中西部では洛外に通ずる出入り口が新たに20か所以上設けられた。

### 明治以降
明治に入ると、それまで幕府の所有していた部分も民間の所有となり、土塁上の竹を伐採して畑などに転用された。この時点では土塁自体は取り壊されていなかったが、大正期には市街地の拡大により住宅開発などのため、多くの場所で御土居が壊された。こうした中、残る御土居を保護するため、1930年（昭和5年）に8箇所が国の史跡に指定された。また1965年（昭和40年）に1箇所が追加指定されている。史跡指定地以外ではその後も撤去が進み、1960年代には史跡指定地の御土居が宅地造成業者によって破壊される事件が何度か起こった。
1967年7月9日には、集中豪雨により発生した山崩れで約100mの区間で崩壊した。
今なお「土居町」の地名が市内各所に残るが、いずれも御土居消滅後の土地にできた町と考えられる。

## 御土居の跡

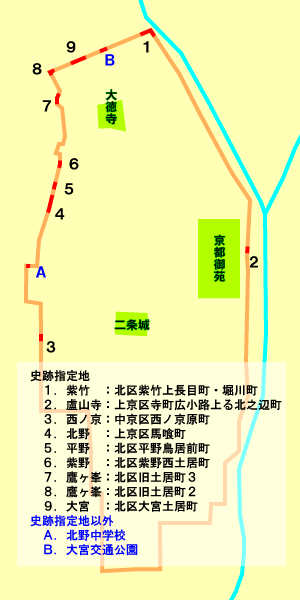
御土居遺構の位置

### 遺構
1930年（昭和5年）史跡指定
- 北区紫竹上長目町・堀川町（加茂川中学校敷地など）
- 北区大宮土居町
- 北区鷹峯旧土居町2番地（しょうざん光悦芸術村内）
- 北区鷹峯旧土居町3番地（御土居史跡公園）
- 北区紫野西土居町
- 北区平野鳥居前町
- 上京区北之辺町 （廬山寺）
- 中京区西ノ京原町 （御土居上に市五郎神社社殿）

1965年（昭和40年）史跡指定
- 上京区馬喰町 （北野天満宮境内）

これら指定地以外にも、北野中学校校庭（中京区西ノ京中保町）や大宮交通公園（北区大宮西脇台）に御土居が残っている。

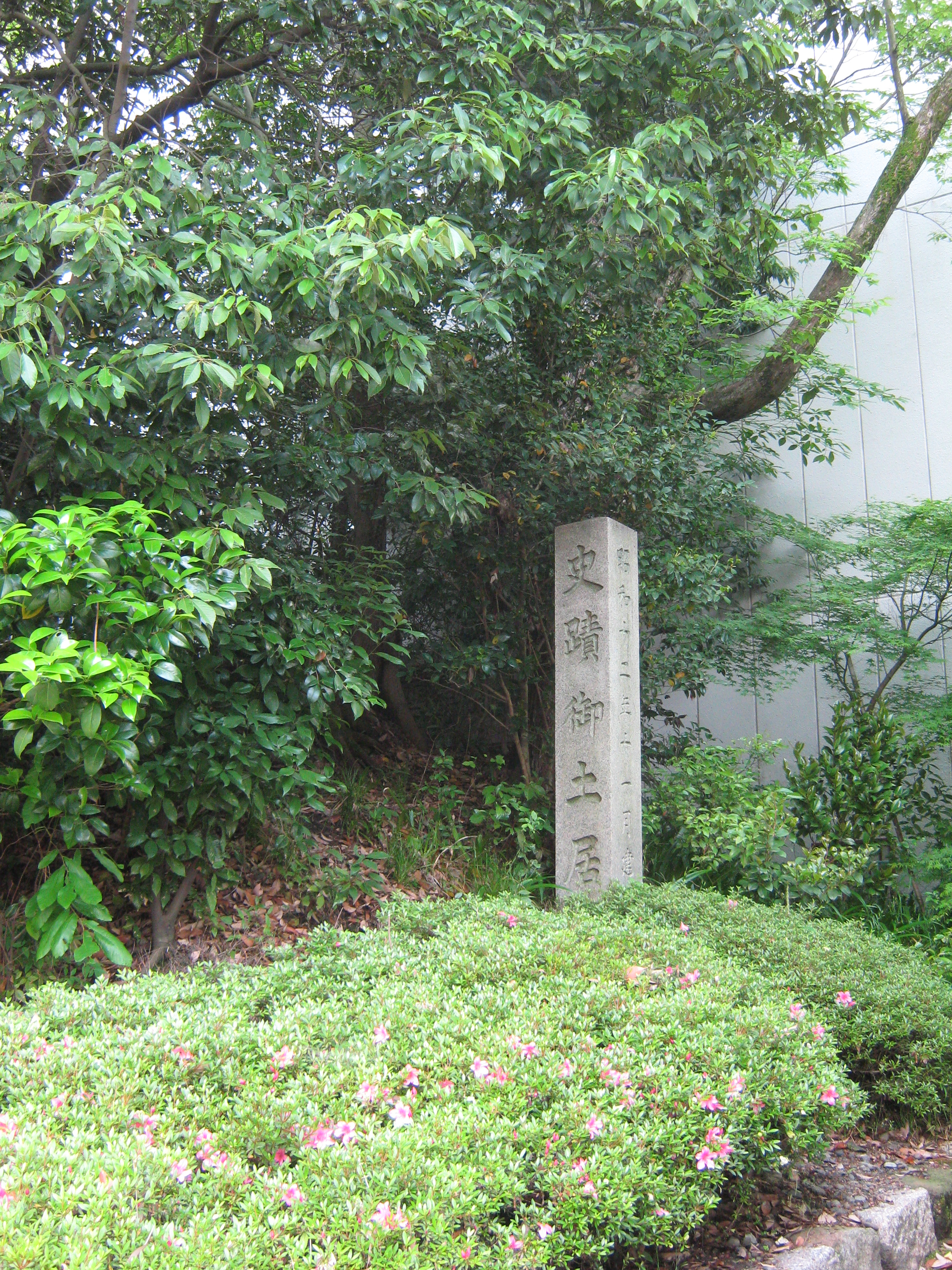
史跡御土居、廬山寺内に現存する、京都市上京区
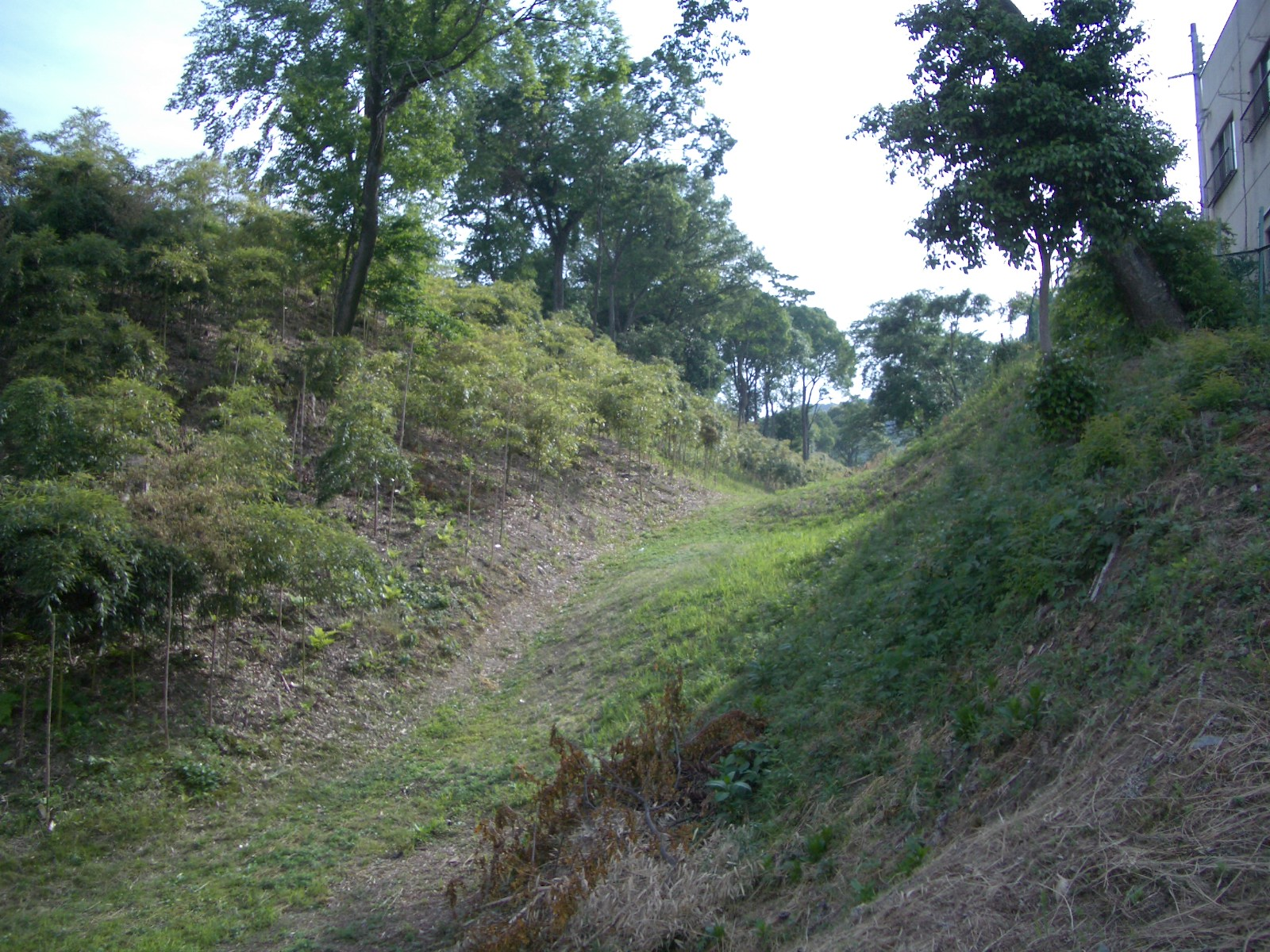
大宮土居町の御土居。中央の凹地が堀。土塁は左側
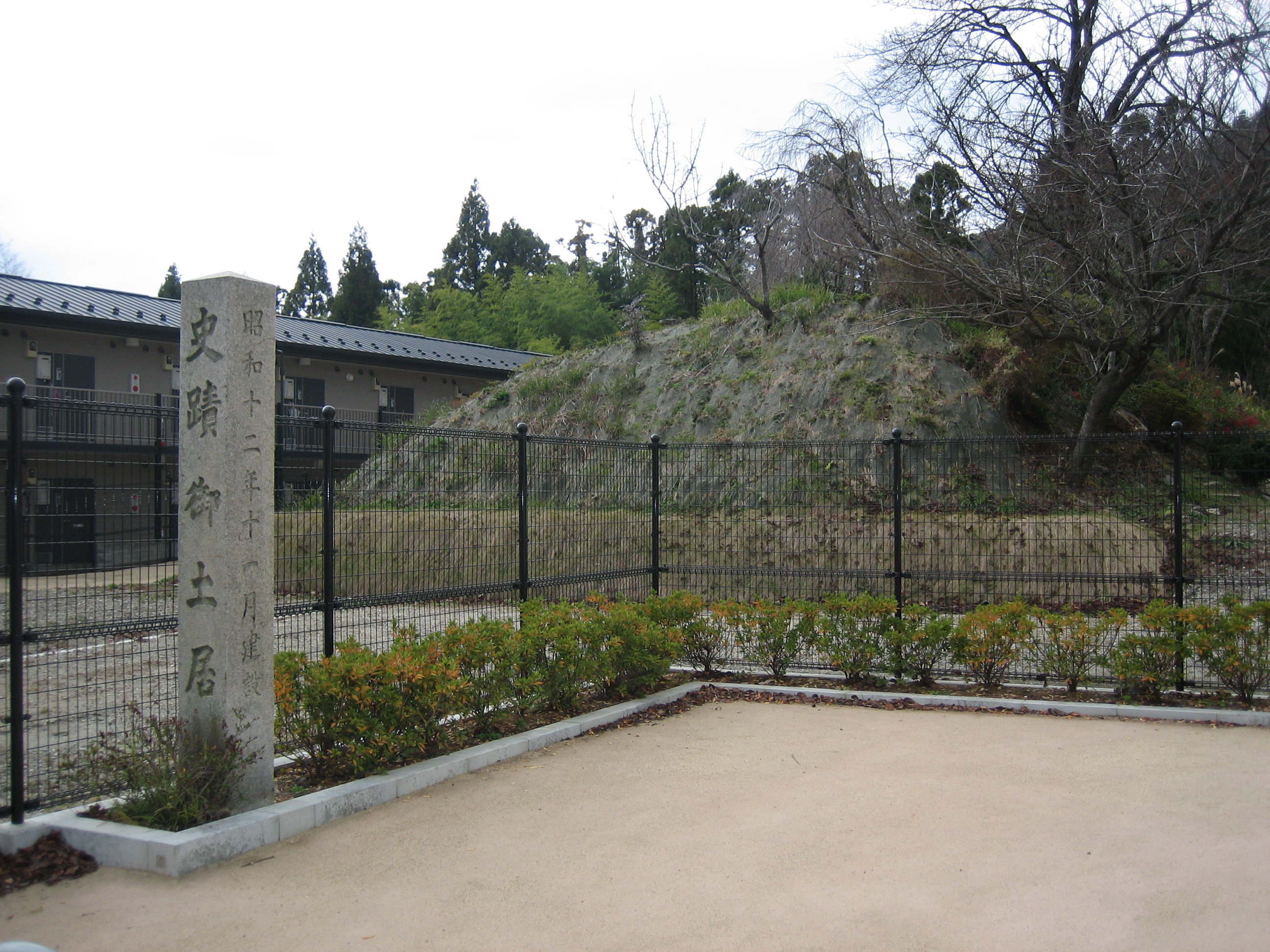
鷹峯旧土居町（御土居史跡公園）の御土居
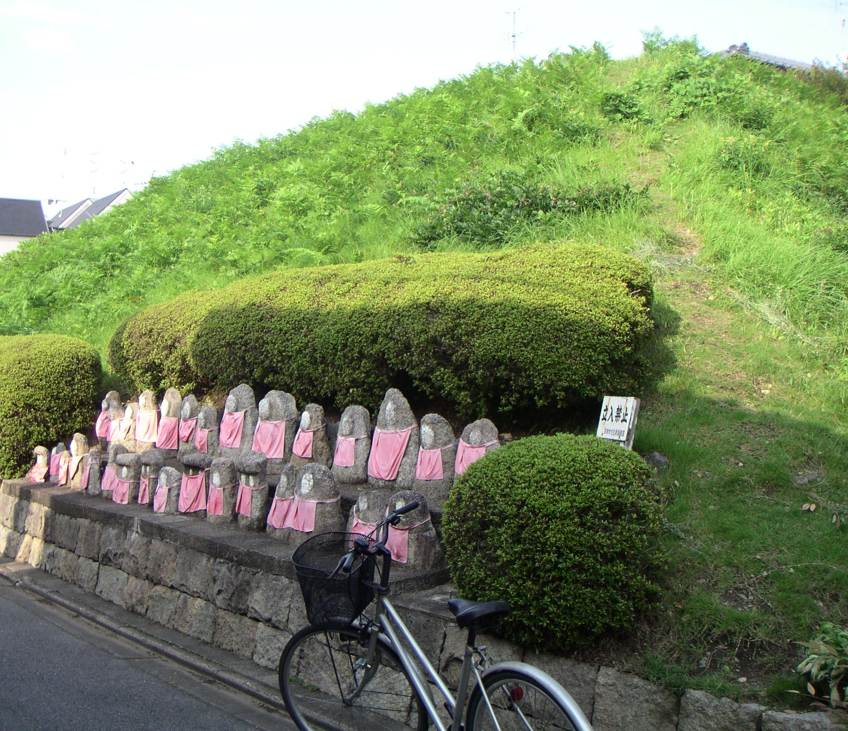
平野鳥居前町の御土居。表面は整形されている
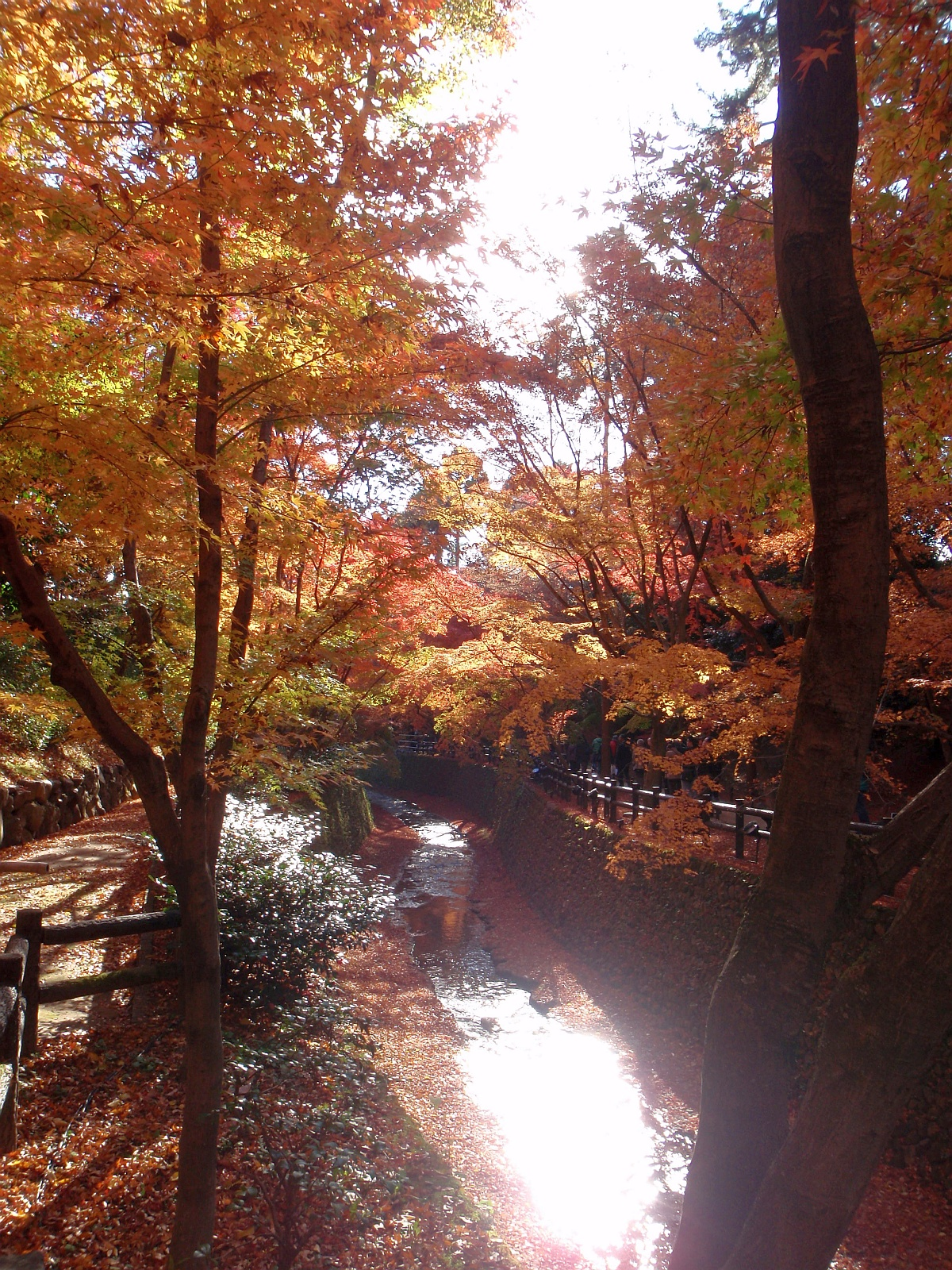
北野天満宮境内の御土居に設けられた「もみじ苑」
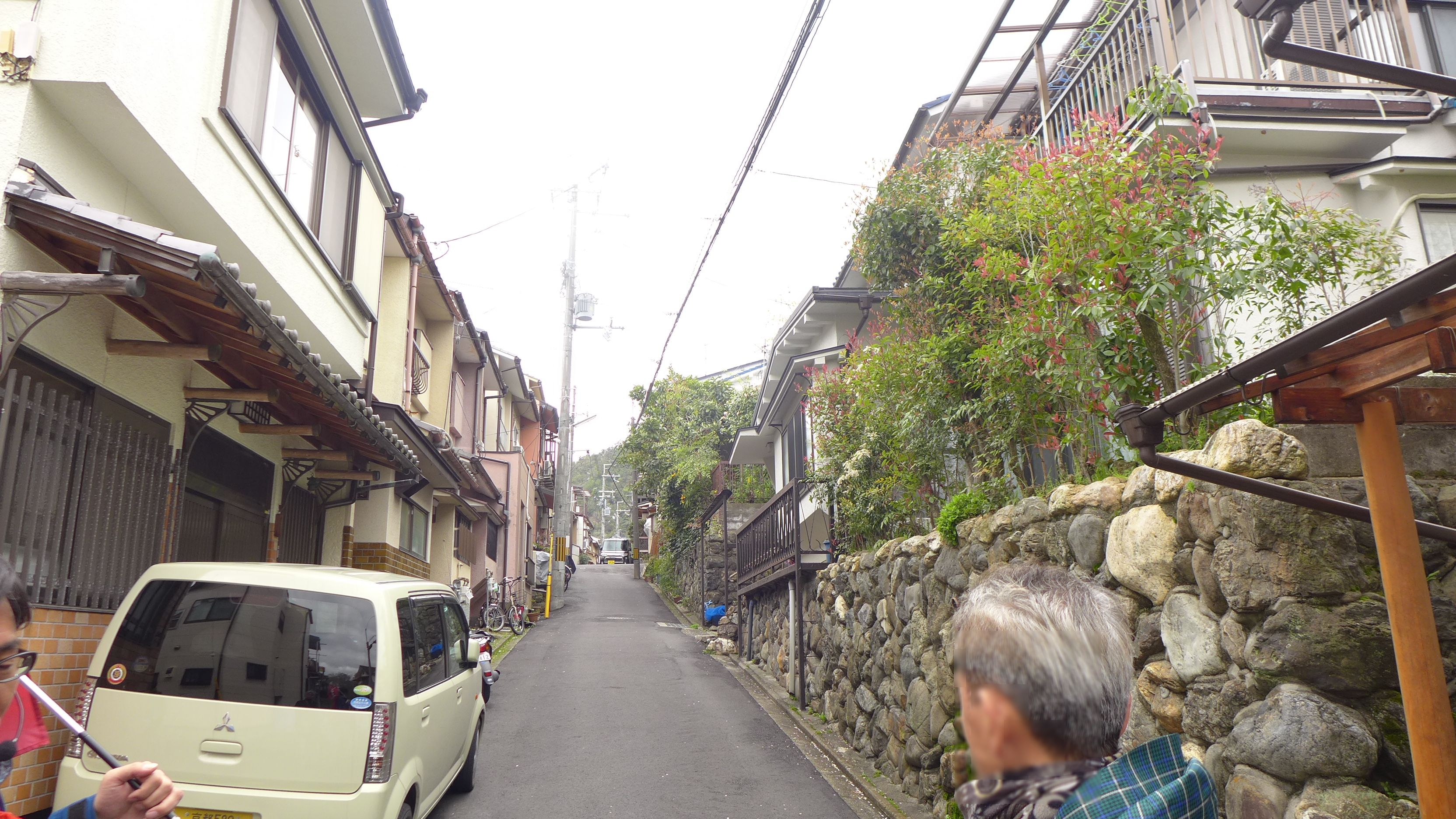
京都市北区南旧土居町。道を挟んで右側の家が高い。かつて御土居だった跡

### 地名・道路・地割

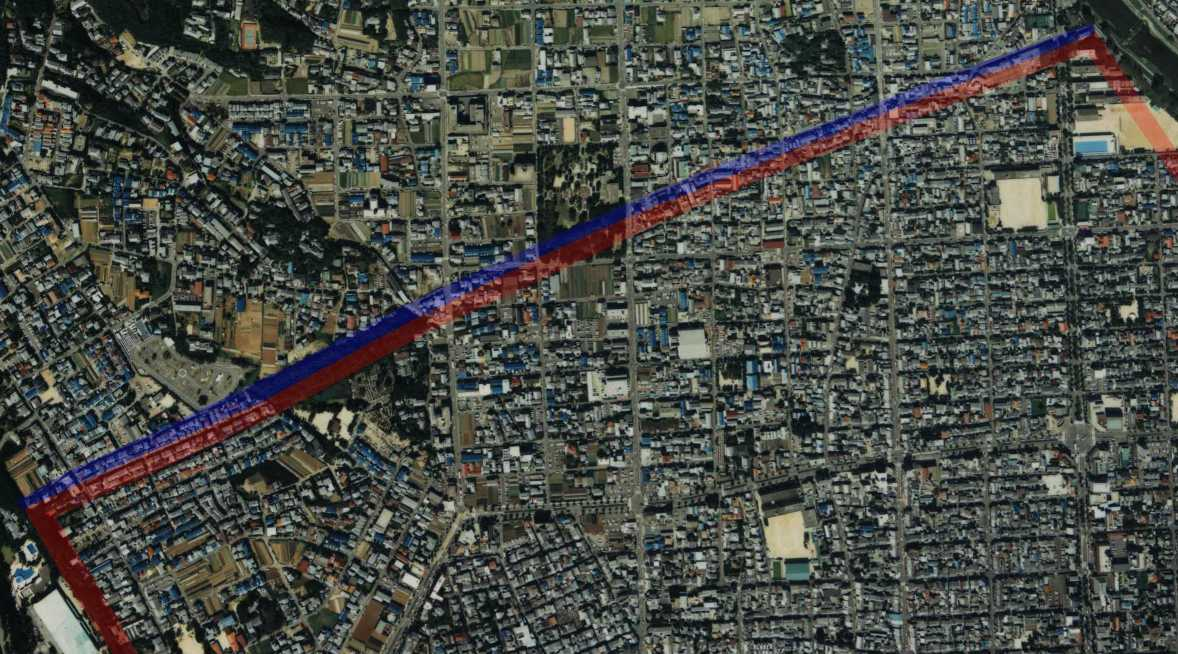
御土居北端部の航空写真。御土居跡に沿う道路が見える。

北区大宮土居町、鷹峯旧土居町などは御土居の跡がそのままひとつの「町」となったため、細長い形をしている。中京区東土居ノ内町、土居ノ内町、西土居ノ内町などの地名、また下京区の土手町通、中京区の西土居通といった通り名も御土居に由来する。南区にはバス停「御土居」があり、北区の「大宮交通公園」バス停はかつて「大宮御土居」といった。旧土居町に御土居餅を販売する店舗がある。
中京区と右京区、上京区と北区の区境の一部は御土居の線と一致する。また御土居に沿った線が道路となって残っている例もある。

### 京都駅0番ホーム
『JR京都駅の0番のりば（旧1番線）のホームは御土居の盛土を利用したものである』と書籍などで紹介されることがあるが、これは誤りである。このホームは1914年（大正3年）の2代目京都駅開業時に作られたものだが、それ以前の明治時代の地図でも御土居は描かれていない。また、駅の位置にあった東塩小路村の記録によると、1877年（明治10年）の鉄道開通に先立ち、この地域の御土居は取り壊されたという。なお、1993年（平成5年）に行なわれたホーム西端での発掘調査で、堀の跡と思われる泥土層が見つかっている。また、山陰本線高架橋（七条通架道橋）通過時には、車窓からほんの数m先に目線と同じ高さで現存する御土居の石垣を見ることができる。

## 文化財

### 国の史跡
- 御土居 - 1930年（昭和5年）7月8日指定（8箇所）、1965年（昭和40年）10月27日に史跡範囲の追加指定（1箇所）。

### 京都市指定文化財
- 有形文化財
  - 御土居跡出土品 477点（考古資料） - 京都市考古資料館保管。2019年（平成31年）3月29日指定。